# Blanton's
 (janvier 2012).

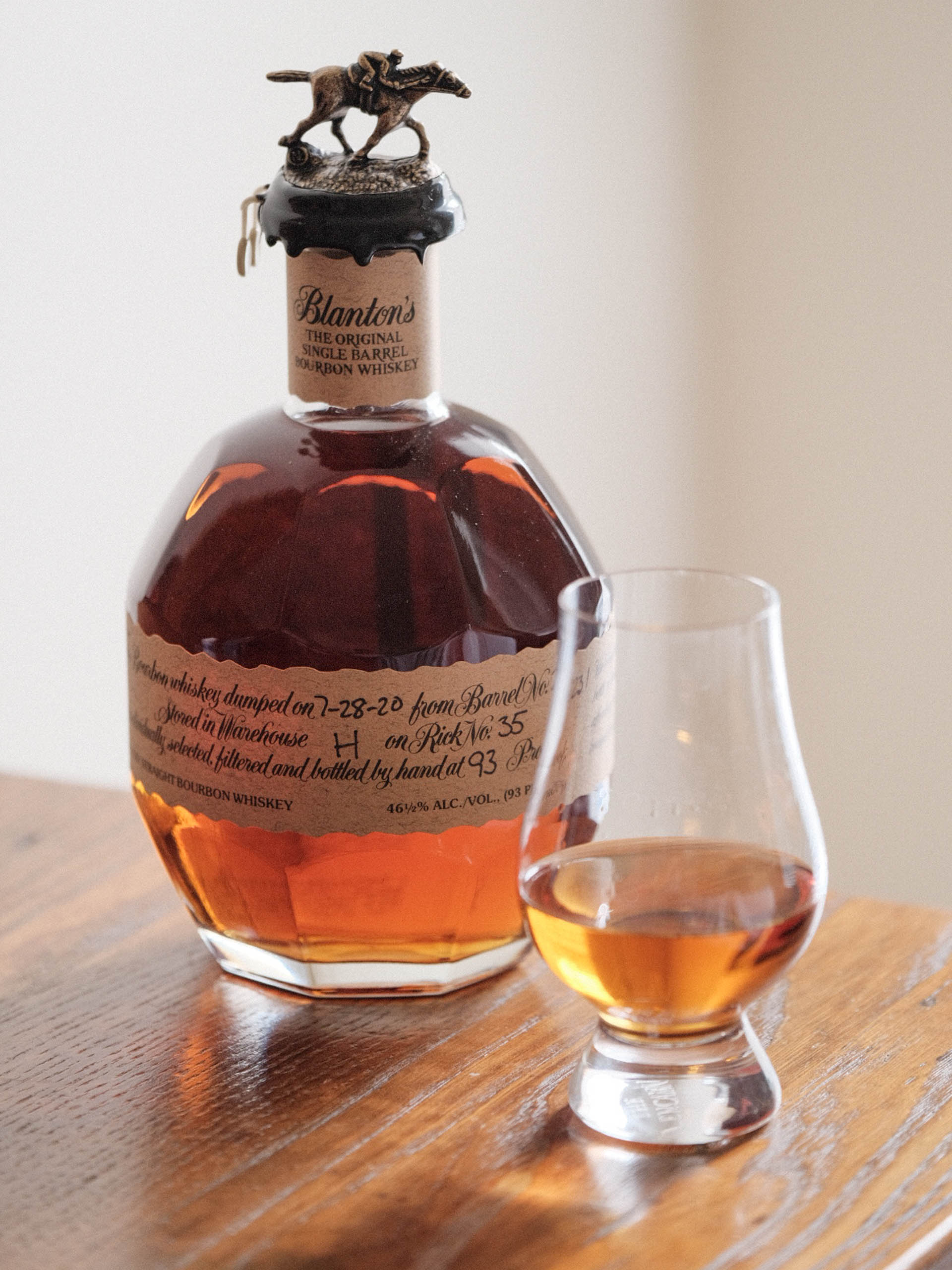
wiskey banton's

Blanton's est une marque de whiskey américain, distillé à Frankfort dans le Kentucky par la distillerie Buffalo Trace (auparavant la distillerie Ancient Age). Elle est actuellement la propriété du groupe Sazerac Company. 
La marque s'est notamment rendue célèbre en étant en 1984 la première à commercialiser du bourbon mis en bouteille fût par fût (single cask), et non à partir d'un assemblage, sous l'appellation Blanton’s Single Barrel Bourbon. Ce type de production s'est ensuite développé assez rapidement dans d'autres distilleries des USA (Jack Daniel's, Heaven's Hill...), souvent pour des produits dits « haut de gamme ».